# Calanhel
Calanhel (en bretó Kalanel) és un municipi francès, situat a la regió de Bretanya, al departament de Costes del Nord. L'any 2008 tenia 255 habitants.

## Demografia
| 1962                                       | 1968 | 1975 | 1982 | 1990 | 1999 |
| ------------------------------------------ | ---- | ---- | ---- | ---- | ---- |
| 459                                        | 522  | 422  | 362  | 318  | 264  |
| Des de 1962: població sense dobles comptes |      |      |      |      |      |

## Administració
| Període   | Identitat       | Partit |
| --------- | --------------- | ------ |
| 1945-1962 | Guillaume Lucas |        |
| 1952-1962 | Paul Bourdonnec |        |
| 1962-1983 | Arthur Lucas    |        |
| 1983-2014 | Yves Le Quéré   |        |
| 2014-     | Cyril Jobic     |        |